# Президент Аргентины
Президент Аргентины (исп. Presidente de Argentina) — высшая политическая должность Аргентины, должность главы исполнительной ветви власти и главы государства. Также президент является главнокомандующим Вооружёнными силами Аргентины.
Первым должность Президента Соединённых провинций Рио-де-ла-Платы занял Бернардино Ривадавия. Во времена правления Хусто Хосе де Уркисы должность получила название Президент Аргентинской конфедерации согласно конституции 1853 года. Избранный после конституционной реформы 1860 Сантьяго Дерки уже был назван Президентом Аргентинской нации (исп. Presidente de la Nación Argentina). Это название должности сохранилось до сих пор.
С 1994 года президентский срок в Аргентине длится 4 года. Он избирается в паре с вице-президентом, который должен заменить его в случае отставки или смерти. Действующий глава государства — президент Хавьер Милей, вступивший в должность 10 декабря 2023 года.
Резиденция президента находится в Буэнос-Айресе и называется Каса-Росада (исп. Casa Rosada, досл.: «Розовый Дом»).